# Galileo Nicolini
Galileo Nicolini fue un novicio pasionista reconocido como Venerable por la Iglesia Católica.

## Biografía
Nació en Capranica, en la provincia de Viterbo. A los cuatro años comenzó la escuela; al año siguiente, trabajó como secretario para su padre, contratista de carreteras y construcción, y escribía sus cartas comerciales al dictado. En los siguientes dos años, se saltó tres cursos (el último de primaria y los dos primeros de secundaria).
En febrero de 1894, los Pasionistas predicaron una misión popular en Capranica. Después, pasó diez días de retiro con los religiosos para prepararse para su primera comunión, que hizo el 26 de agosto de 1894 en la iglesia pasionista de Vetralla. Al regresar a casa, Galileo comprendió que su vocación era unirse a ellos. Habló con sus padres al respecto, pero su padre se opuso porque quería que Galileo lo sucediera en su negocio, pero finalmente cedió.
El 5 de marzo de 1895, llegó a la Rocca di Papa como exalumno y tomó como modelo a Gabriel de la Dolorosa, un joven pasionista que falleció a los 24 años. Tras trece meses, ingresó al noviciado en Lucca. El 9 de julio de 1896, vistió el hábito religioso, tomando el nombre de Hermano Gabriel de Nuestra Señora del Sagrado Corazón, aunque todos seguían llamándolo Galileo. Su maestro de novicios, el padre Nazareno Santolini, pensó que Dios le había confiado una perla preciosa y se consideró afortunado de tenerlo entre sus alumnos.
Al amanecer del 27 de febrero de 1897, Galileo se levantó y sintió que la sangre le subía a la boca. El Superior General, Padre Bernard-Marie de Jésus, informado de la enfermedad, quiso enviarlo a casa por un corto tiempo, con la esperanza de que el aire de su país natal le sentara bien. Galileo se negó porque quería morir entre sus hermanos. Sin embargo, accedió a mudarse a Monte Argentario, a la primera casa que abrió San Pablo de la Cruz, fundador de los Pasionistas.
Todos oraron por su curación, empezando por los superiores, quienes ordenaron una novena solemne a la Virgen María él. Galileo ofreció a todos un ejemplo de resignación y alegría plena. Con permiso especial del superior general, hizo su profesión religiosa in artículo mortis, pronunciando los tres votos de castidad, obediencia y pobreza, y el cuarto, propio de los Pasionistas, de meditar y proclamar la Pasión de Cristo. El 13 de mayo de 1897, Galileo extendió los brazos sosteniendo una medalla de la Virgen y murió, tenía tan solo 14 años.
Su cuerpo fue depositado inicialmente en el cementerio de Argentario y posteriormente cuando se inició el proceso de información de la causa de beatificación, fue transferido a la iglesia de la Presentación de Monte Argentario.

## Proceso de beatificación
El proceso de beatificación fue iniciado a nivel diocesano por Monseñor Luis María Olivares, obispo de Sutri y Nepi (quien posteriormente también fue proclamado venerable) en octubre de 1924; el prelado lo definió en sus escritos como «otro Domingo Savio, ambos santos muchachos». Galileo fue proclamado venerable por el papa Juan Pablo II el 27 de noviembre de 1981.